# نظم چرخ

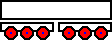
نمایی از یک‌نوع نظمِ چرخ در لوکوموتیو قطار

نظمِ چرخ (به انگلیسی: Wheel arrangement) در ترابری ریلی به یک سیستم طبقه‌بندی هزارچرخهای یک لوکوموتیو بر پایه نوع، موقعیت، و اتصال گفته می‌شود. نشانه گذاری‌های مختلفی برای توصیف نظم چرخ بر پایه کشور وجود دارد. کشورها نشانه گذاری‌های گوناگونی برای لوکوموتیوهای بخار، برقی، و دیزلی می‌گزینند.
پر استفاده‌ترین نشانه‌گذاری‌ها عبارتند از نشانه‌گذاری وایت (بر پایه تعداد چرخ)، نظم چرخ ای‌ای‌آر (بر پایه تعداد محور یا هزارچرخ)، و طبقه‌بندی نظم محور لوکوموتیو یوآی‌سی (بر پایه تعداد محور یا هزارچرخ).
نشانه‌گذاری وایت در کشورهای ایالات متحده، بریتانیا، کانادا و ایرلند اغلب برای لوکوموتیوهای بخار استفاده می‌شود. برای لوکوموتیوهای دیزلی و برقی در آمریکای شمالی از نشانه گذاری نظم چرخ ای‌ای‌آر و در کشورهای اروپایی از طبقه‌بندی نظم محور لوکوموتیو یوآی‌سی استفاده می‌شود.